# Un, deux... les soldats marchaient...
Pour plus de détails, voir Fiche technique et Distribution.
Un, deux... les soldats marchaient... (Аты-баты, шли солдаты..., Aty baty, chli soldaty) est un film soviétique réalisé par Leonid Bykov, sorti en 1976.

## Fiche technique
- Titre original : Аты-баты, шли солдаты...
- Titre français : Un, deux... les soldats marchaient...[1]
- Réalisation : Leonid Bykov
- Scénario : Boris Vasiliev, Kirill Rappoport
- Photographie : Vladimir Voïtenko
- Musique : Gueorgui Dmitriev
- Pays d'origine : URSS
- Format : Couleurs - 35 mm - Mono
- Genre : drame
- Durée : 87 minutes
- Date de sortie : 1976

## Distribution
- Leonid Bykov : Svat
- Vladimir Konkine : Souslik
- Elena Chanina : Kima Velenstovitch
- Bohdan Beniouk : Krynkine
- Ivan Havryliouk : Baltika
- Otabek Ganiev : Khabanera
- Vladimir Guerasimov : Filossof
- Viktor Mirochnitchenko : Fiodor Gorbouzenko
- Sergueï Ivanov : Kalouga
- Boris Koudriavtsev
- Nikolaï Sektimenko : Glebov
- Vano Yantberidze : Vano Koderidze
- Leonid Bakchtaev : Konstantin
- Evguenia Ouralova : Anna
- Gia Avalichvili : Tengiz Koderidze
- Nikolaï Grinko
- Mikhaïl Ezepov : Mikhaïl
- Nina Kiriakova
- Margarita Kochelev : Lioubacha
- Piotr Lioubechkine : Ilia Ivanovitch
- Leonid Martchenko : Lionia
- Natalia Naoum : Valentina Ivanovna
- Vilori Pachtchenko : Petrovitch
- Boris Khimitchev : Iouri Ivanovitch
- Iouri Cherstniov
- Aida Iounoussova : Iounes
- Nina Antonova : Lioussia, une serveuse